# Landor River
Landor River är ett vattendrag i Australien. Det ligger i delstaten Western Australia, omkring 750 kilometer norr om delstatshuvudstaden Perth.
Omgivningarna runt Landor River är i huvudsak ett öppet busklandskap. Trakten runt Landor River är nära nog obefolkad, med mindre än två invånare per kvadratkilometer. Genomsnittlig årsnederbörd är 274 millimeter. Den regnigaste månaden är januari, med i genomsnitt 74 mm nederbörd, och den torraste är augusti, med 1 mm nederbörd.